# Fedde le Grand
Fedde le Grand (født 7. september 1977 i Utrecht, Holland) er en DJ, som bl.a. lavede singlen "Put Your Hands Up For Detroit".